# Fairview Heights, Illinois
Fairview Heights là một thành phố thuộc quận St. Clair, tiểu bang Illinois, Hoa Kỳ. Năm 2010, dân số của thành phố này là 17078 người.

## Dân số
Dân số qua các năm:
- Năm 2000: 15034 người.
- Năm 2010: 17078 người.